# Gimnastyka na Letnich Igrzyskach Olimpijskich 2024
Gimnastyka na Letnich Igrzyskach Olimpijskich 2024 w Paryżu rozegrana została w dniach 27 lipca – 5 sierpnia 2024 r (gimnastyka sportowa),  2 sierpnia (skoki na trampolinie) oraz 8–10 sierpnia (gimnastyka artystyczna). Zawody odbyły się w hali Accor Arena (gimnastyka sportowa oraz skoki na trampolinie) oraz w hali Arena Porte de la Chapelle (gimnastyka artystyczna).

## Wyniki

### Gimnastyka sportowa
Mężczyźni
| Konkurencja                             | Złoto                                                                                     | Rezultat | Srebro                                                                 | Rezultat | Brąz                                                                                        | Rezultat |
| Ćwiczenia wolne (szczegóły)             | Carlos Yulo                                                                               | 15,000   | Artem Dolgopyat                                                        | 14,966   | Jake Jarman                                                                                 | 14,933   |
| Ćwiczenia na koniu z łękami (szczegóły) | Rhys McClenaghan                                                                          | 15,533   | Nariman Kurbanov                                                       | 15,433   | Stephen Nedoroscik                                                                          | 15,300   |
| Ćwiczenia na kółkach (szczegóły)        | Liu Yang                                                                                  | 15,300   | Zou Jingyuan                                                           | 15,233   | Elefterios Petrunias                                                                        | 15,100   |
| Ćwiczenia na poręczach (szczegóły)      | Zou Jingyuan                                                                              | 16,200   | Illa Kowtun                                                            | 15,500   | Shinnosuke Oka                                                                              | 15,300   |
| Ćwiczenia na drążku (szczegóły)         | Shinnosuke Oka                                                                            | 14,533   | Ángel Barajas                                                          | 14,533   | Tang Chia-hung Zhang Boheng                                                                 | 13,966   |
| Skoki (szczegóły)                       | Carlos Yulo                                                                               | 15,116   | Artur Dawtjan                                                          | 14,966   | Harry Hepworth                                                                              | 14,949   |
| Wielobój indywidualny (szczegóły)       | Shinnosuke Oka                                                                            | 86,832   | Zhang Boheng                                                           | 86,599   | Xiao Ruoteng                                                                                | 86,364   |
| Wielobój drużynowy (szczegóły)          | Japonia Daiki Hashimoto · Kaya Kazuma · Shinnosuke Oka · Takaaki Sugino · Wataru Tanigawa | 259,594  | Chiny Liu Yang · Su Weide · Xiao Ruoteng · Zhang Boheng · Zou Jingyuan | 259,062  | Stany Zjednoczone Asher Hong · Paul Juda · Brody Malone · Stephen Nedoroscik · Fred Richard | 257,793  |

Kobiety
| Konkurencja                                       | Złoto                                                                                   | Rezultat | Srebro                                                                                 | Rezultat | Brąz                                                                                      | Rezultat |
| Ćwiczenia wolne (szczegóły)                       | Rebeca Andrade                                                                          | 14,166   | Simone Biles                                                                           | 14,133   | Ana Bărbosu                                                                               | 13,700   |
| Ćwiczenia na poręczach asymetrycznych (szczegóły) | Kaylia Nemour                                                                           | 15,700   | Qiu Qiyuan                                                                             | 15,500   | Sunisa Lee                                                                                | 14,800   |
| Ćwiczenia na równoważni (szczegóły)               | Alice D’Amato                                                                           | 14,366   | Zhou Yaqin                                                                             | 14,100   | Manila Esposito                                                                           | 14,000   |
| Skoki (szczegóły)                                 | Simone Biles                                                                            | 15,300   | Rebeca Andrade                                                                         | 14,966   | Jade Carey                                                                                | 14,466   |
| Wielobój indywidualny (szczegóły)                 | Simone Biles                                                                            | 59,131   | Rebeca Andrade                                                                         | 57,932   | Sunisa Lee                                                                                | 56,465   |
| Wielobój drużynowy (szczegóły)                    | Stany Zjednoczone Simone Biles · Jade Carey · Jordan Chiles · Sunisa Lee · Hezly Rivera | 171,296  | Włochy Angela Andreoli · Alice D’Amato · Manila Esposito · Elisa Iorio · Giorgia Villa | 165,494  | Brazylia Rebeca Andrade · Jade Barbosa · Lorrane Oliveira · Flávia Saraiva · Júlia Soares | 164,497  |

### Gimnastyka artystyczna
| Konkurencja                       | Złoto                                                                      | Rezultat | Srebro                                                                               | Rezultat | Brąz                                                                                           | Rezultat |
| Wielobój indywidualny (szczegóły) | Darja Varfolomeev                                                          | 142,850  | Borjana Kalejn                                                                       | 140,600  | Sofia Raffaeli                                                                                 | 136,300  |
| Zawody drużynowe (szczegóły)      | Chiny Guo Qiqi · Hao Ting · Huang Zhangjiayang · Wang Lanjing · Ding Xinyi | 69,800   | Izrael Ofir Shaham · Diana Svertsov · Adar Friedmann · Romi Paritzki · Shani Bakanov | 68,850   | Włochy Alessia Maurelli · Martina Centofanti · Agnese Duranti · Daniela Mogurean · Laura Paris | 68,100   |

### Skoki na trampolinie
Mężczyźni
| Konkurencja                      | Złoto            | Rezultat | Srebro     | Rezultat | Brąz       | Rezultat |
| Skoki na trampolinie (szczegóły) | Iwan Litwinowicz | 63,090   | Wang Zisai | 61,890   | Yan Langyu | 60,950   |

Kobiety
| Konkurencja                      | Złoto       | Rezultat | Srebro                  | Rezultat | Brąz            | Rezultat |
| Skoki na trampolinie (szczegóły) | Bryony Page | 56,480   | Wijaleta Bardziłouskaja | 56,060   | Sophiane Méthot | 55,650   |

## Tabela medalowa
| Miejsce | Reprezentacja                    | Złoto | Srebro | Brąz | Razem |
| ------- | -------------------------------- | ----- | ------ | ---- | ----- |
| 1       | Chińska Republika Ludowa         | 3     | 6      | 3    | 12    |
| 2       | Stany Zjednoczone                | 3     | 1      | 5    | 9     |
| 3       | Japonia                          | 3     | 0      | 1    | 4     |
| 4       | Filipiny                         | 2     | 0      | 0    | 2     |
| 5       | Brazylia                         | 1     | 2      | 1    | 4     |
| 6       | Włochy                           | 1     | 1      | 3    | 5     |
| –       | Indywidualni sportowcy neutralni | 1     | 1      | 0    | 2     |
| 7       | Wielka Brytania                  | 1     | 0      | 2    | 3     |
| 8       | Algieria                         | 1     | 0      | 0    | 1     |
| 8       | Irlandia                         | 1     | 0      | 0    | 1     |
| 8       | Niemcy                           | 1     | 0      | 0    | 1     |
| 11      | Izrael                           | 0     | 2      | 0    | 2     |
| 12      | Armenia                          | 0     | 1      | 0    | 1     |
| 12      | Bułgaria                         | 0     | 1      | 0    | 1     |
| 12      | Kazachstan                       | 0     | 1      | 0    | 1     |
| 12      | Kolumbia                         | 0     | 1      | 0    | 1     |
| 12      | Ukraina                          | 0     | 1      | 0    | 1     |
| 17      | Chińskie Tajpej                  | 0     | 0      | 1    | 1     |
| 17      | Grecja                           | 0     | 0      | 1    | 1     |
| 17      | Kanada                           | 0     | 0      | 1    | 1     |
| 17      | Rumunia                          | 0     | 0      | 1    | 1     |
| Razem   | Razem                            | 18    | 18     | 19   | 55    |